# Bebouwde kom
De bebouwde kom is een door de overheid aangegeven gebied waar veel bebouwing is, waardoor het mogelijk is om in bebouwde gebieden andere regels te laten gelden.
In Nederland is er over het algemeen een duidelijk verschil tussen de bewoonde gebieden, zoals steden en dorpen, en de verbindingswegen daarbuiten. De bebouwde kom komt dan meestal overeen met het bebouwde gebied. In België is dit onderscheid er door de veelvuldige lintbebouwing veel minder.
Door de hogere bevolkingsdichtheid en de daarmee gepaarde verkeersrisico's in een bebouwd gebied zijn de maximumsnelheden lager dan buiten een bebouwde kom. De wegen in een bebouwde kom hebben een overwegend ontsluitende functie.

## Begrenzing

### België

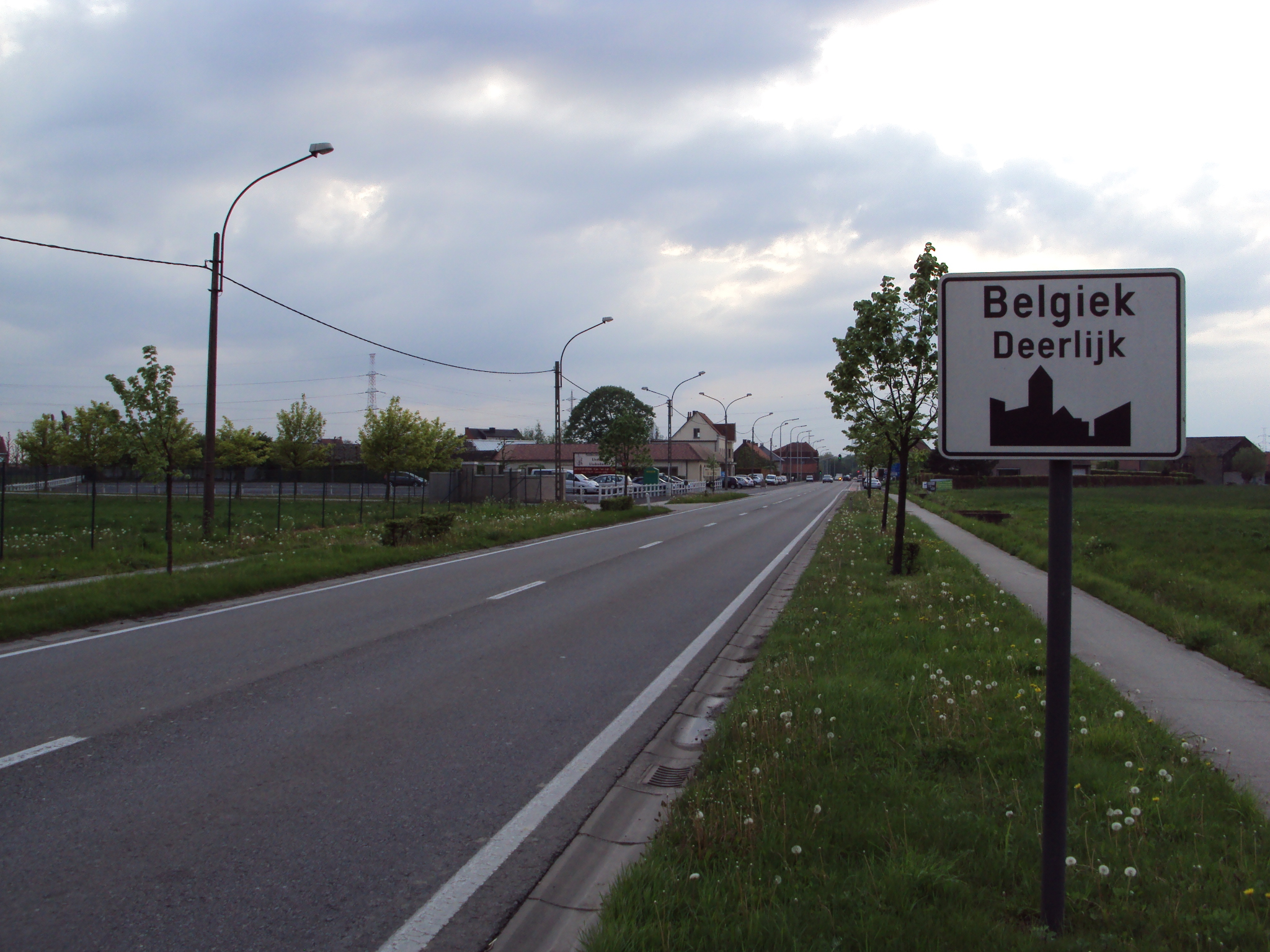
Belgisch verkeersbord F1a

In België definieert de wegcode de bebouwde kom als "een gebied met bebouwing en waarvan de invalswegen aangeduid zijn met verkeersborden F1, en de uitvalswegen met de verkeersborden F3".

### Nederland

Bord H1 uit het Reglement verkeersregels en verkeerstekens: Bebouwde kom

Bord H2 uit het Reglement verkeersregels en verkeerstekens: Einde bebouwde kom

In Nederland kan de bebouwde kom per regeling verschillend zijn.
WegenverkeerswetDe Wegenverkeerswet bepaalt dat de gemeenteraad de grenzen van de bebouwde kom vaststelt voor de toepassing van deze wet. De grenzen van de bebouwde kom worden door en op kosten van het gemeentebestuur aangegeven. In Bijlage 1 van het RVV staan in hoofdstuk H de borden voor de bebouwde kom en einde bebouwde kom.
WegenwetDe Wegenwet bepaalt dat Gedeputeerde Staten de grenzen van de bebouwde kom vaststellen voor de toepassing van deze wet.
Wet natuurbeschermingDe Wet natuurbescherming refereert aan de bij besluit van de gemeenteraad vastgestelde grenzen van de bebouwde kom.
Algemene plaatselijke verordeningDe Algemene plaatselijke verordening (APV) van een gemeente kan de grenzen van de bebouwde kom(men) vaststellen voor de toepassing van deze APV.

## Regels binnen de bebouwde kom

### Nederland

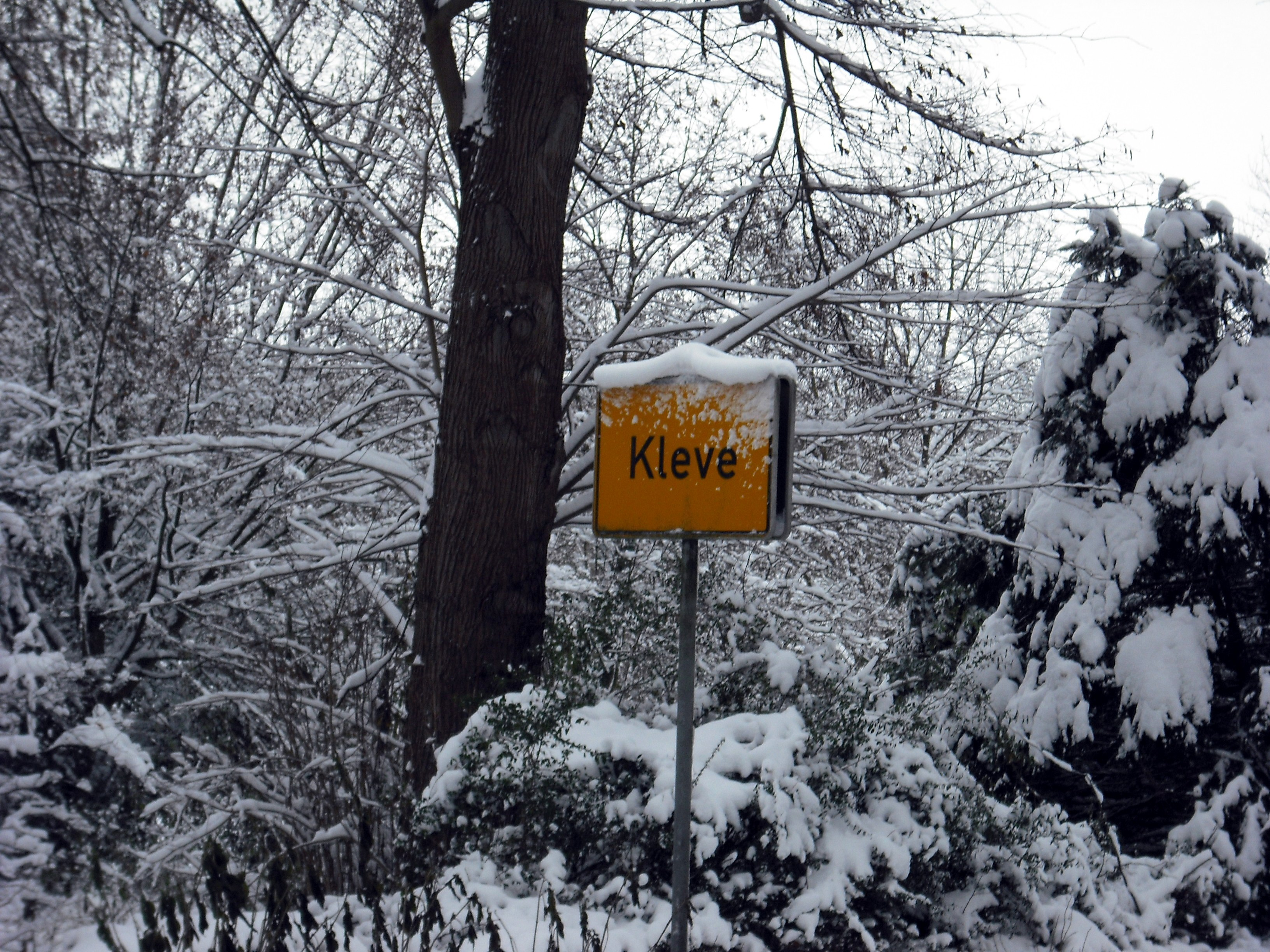
Bebouwde kom Duitsland

Binnen de bebouwde kom in de zin van de Wegenverkeerswet geldt voor motorvoertuigen een maximumsnelheid van 50 km/h in het Europese deel van Nederland, 40 km/h op Bonaire, 30 km/h op Sint Eustatius en 20 km/h op Saba, tenzij een andere snelheid door middel van een verkeersteken is aangegeven of voor het voertuig een lagere maximumsnelheid geldt.
Voor de wegen buiten de bebouwde kom in de zin van de Wegenwet moet de wegenlegger van een gemeente vastgelegd moeten worden.
Regels in de APV, bijvoorbeeld over wildplassen en het aangelijnd houden van een hond, kunnen voor binnen en buiten de bebouwde kom in de zin van de APV verschillend zijn, indien de APV dit begrip definieert.

### België
Ook in België geldt binnen de bebouwde kom een maximumsnelheid van 50 km/h. In het Brussels Hoofdstedelijk Gewest is dat sinds 2021 30 km/h.
In België geldt er in de omgeving van scholen een Algemene Zone 30. Op de gewestwegen wordt dit aangegeven met elektronische borden die voor en na de schooluren oplichten. Op de gemeentewegen kan het gemeentebestuur dit kiezen.
In België wordt de bebouwde kom aangegeven met de verkeersborden type F1a resp. F3a gebruikt.
De bebouwde kom heeft ook zijn belang voor diverse andere verkeersregels. Zo mag men binnen de bebouwde kom niet op een verhoogde berm stilstaan of parkeren, tenzij lokaal anders aangegeven. Fietsers mogen er met twee naast elkaar rijden, tenzij het niet mogelijk is te kruisen, enz.
De bebouwde kom heeft ook implicaties voor de wegbeheerder bij het inrichten van de weg. Zo gelden verschillende minimumafmetingen voor verkeersborden binnen en buiten de bebouwde kom. Er zijn variaties in de richtlijnen voor het plaatsen van verhoogde inrichtingen zoals Verkeersplateaus en verkeersdrempel, de plaatsing van bepaalde verkeersborden, etc...